# Bill Werbeniuk
William Alexander « Bill » Werbeniuk, né le 14 janvier 1947 à Winnipeg et mort le 20 janvier 2003 à Vancouver, est un ancien joueur canadien de snooker et de billard, professionnel de 1973 à 1992.

## Carrière
Werbeniuk n'a jamais dépassé le stade des quarts de finale dans un tournoi comptant pour le classement. Il a notamment réalisé cette performance à quatre reprises lors des championnats du monde. En 1981 et 1983, il est battu de justesse par Ray Reardon et Alex Higgins, respectivement.
Werbeniuk évolue sur le circuit à une époque où la plupart des tournois ne rapportent pas de points pour le classement mondial. Ainsi, il réalise ses principales performances à l'occasion d'épreuves de second plan. Sa seule victoire en tournoi intervient au Masters de Nouvelle-Zélande, un tournoi sur invitation, et il est aussi finaliste au Classique et au Masters d'Australie. Le Canadien compte aussi une demi-finale au championnat du Royaume-Uni. Il réalise sa meilleure saison lors de l'exercice 1983-1984, ce qui lui vaut d'atteindre son meilleur classement ; 8e.
Sur le circuit amateur, il est quadruple champion d'Amérique du Nord.

## Problèmes de santé et mort
Bill Werbeniuk souffrait d'une maladie héréditaire lui provoquant des tremblements récurrents. Pour atténuer les effets des tremblements, ses médecins lui avaient conseillé de boire de l'alcool. Ainsi, le Canadien consommait de la bière avant ses matchs, pendant ses matchs et après ses matchs. Néanmoins, passé 45 ans, la consommation répétée d'alcool a commencé à avoir des effets néfastes sur la santé de Werbeniuk, engendrant notamment des problèmes cardiaques. Ainsi, son médecin lui prescrit des bêtabloquants pour limiter sa dépendance. À partir des années 1990, la fédération internationale de snooker suit les recommandations du comité international olympique en matière de dopage, recommandations qui interdisent la prise de ce type de produits. Werbeniuk aurait pu continuer à évoluer au niveau professionnel (en se pliant au règlement) mais comme cela aurait été trop handicapant pour lui, il décide de mettre un terme à sa carrière, et rentre au Canada.
Le Canadien souffrait également d'obésité ; il était d'ailleurs surnommé « Big Bill ».
Werbeniuk meurt d'une insuffisance cardiaque le 20 janvier 2003, six jours après son 56e anniversaire.

## Palmarès
| Légende | Catégorie                      | Titres                         | Finales                        |
|         | Tournois classés               | 0                              | 0                              |
|         | Tournois non classés           | 5                              | 2                              |
|         | Tournois par équipes           | 1                              | 3                              |
|         | Tournois amateurs              | 1                              | 2                              |
| Gras    | Tournois de la triple couronne | Tournois de la triple couronne | Tournois de la triple couronne |

### Titres
| Saison    | Nom du tournoi                     | Lieu     | Finaliste       | Score | Tableau |
| 1972-1973 | Championnat du Canada amateur      |          | Robert Paquette | 16-15 |         |
| 1973      | Championnat d'Amérique du Nord     |          | Cliff Thorburn  | 26-22 |         |
| 1974      | Championnat d'Amérique du Nord (2) |          |                 |       |         |
| 1975      | Championnat d'Amérique du Nord (3) |          |                 |       |         |
| 1976      | Championnat d'Amérique du Nord (4) |          |                 |       |         |
| 1982-1983 | Coupe du monde                     | Reading  | Angleterre      | 4-2   |         |
| 1983-1984 | Masters de Nouvelle-Zélande        | Auckland | Doug Mountjoy   | 1-0   |         |

### Finales perdues
| Saison    | Nom du tournoi                    | Lieu        | Vainqueur      | Score | Tableau |
| 1975-1976 | Championnat du Canada amateur     |             | Cliff Thorburn | 1-11  |         |
| 1976-1977 | Championnat du Canada amateur (2) |             | Cliff Thorburn | 2-9   |         |
| 1980-1981 | Coupe du monde                    | Londres     | Pays de Galles | 5-8   |         |
| 1982-1983 | Classique de snooker              | Bournemouth | Steve Davis    | 5-9   | Tableau |
| 1983-1984 | Masters d'Australie               | Sydney      | Cliff Thorburn | 3-7   | Tableau |
| 1985-1986 | Coupe du monde (2)                | Bournemouth | Irlande        | 7-9   |         |
| 1986-1987 | Coupe du monde (3)                | Bournemouth | Irlande        | 2-9   |         |